# Ruta Gedmintas
Ruta Gedmintas est une actrice britannique, née le 23 août 1983 à Canterbury (Angleterre).
Elle est surtout connue pour son travail à la télévision britannique, principalement dans Les Tudors, Code 9 et dans la série saphique Lip Service puis en 2019, pour son rôle de Serafina Pekkala dans His Dark Materials : À la croisée des mondes.

## Biographie
Ruta est née de parents lituaniens. Elle a grandi à Stockholm, puis dans le Buckinghamshire. Elle a étudié au Drama Centre de Londres (en).

### Vie privée
Depuis 2011, elle est en couple avec Luke Treadaway.  Ils accueillent leur premier enfant en 2021.

## Carrière
Elle fait ses premiers pas en 2005 dans la série Meurtres en sommeil. L'année suivante, elle joue dans Goldplated et The Innocence Project.
En 2007, elle est présente dans Les Tudors et The Bill. Elle commence sa carrière au cinéma en 2008 dans les films Un bébé à tout prix avec Heather Graham et Tom Ellis et The Lost Samaritan avec Ian Somerhalder.
En 2010, elle tourne aux côtés de Joshua Bowman et Perdita Weeks dans Prowl de Patrik Syversen et à la télévision dans Lip Service (jusqu'en 2012).
L'année suivante, elle joue dans Rock'n'Love de David Mackenzie et elle retrouve Patrik Syversen (qui est scénariste du film) et Joshua Bowman dans Exteriors de Marie Kristiansen. Elle joue jusqu'à l'année d'après dans la série The Borgias (avec Jeremy Irons, François Arnaud et Holliday Grainger).
En 2013, elle est au casting de Do No Harm et la mini-série Qui a tué mon fils ? L'année d'après, elle joue dans The Strain (jusqu'en 2017).
En 2016, elle tourne aux côtés de son compagnon, Luke Treadaway dans Un chat pour la vie et est présente dans un épisode de Stag.
En 2019, elle obtient le rôle de Serafina Pekkala, la reine des sorcières du Lac Enara, dans l'adaptation en série de His Dark Materials : À la croisée des mondes avec Dafne Keen, James McAvoy, Ruth Wilson, ou encore Lin-Manuel Miranda. La saison 2 sort en novembre 2020.

## Filmographie

### Cinéma
- 2008 : Un bébé à tout prix (Miss Conception) d'Eric Styles : Alexandra
- 2008 : The Lost Samaritan de Thomas Jahn : Elle Haas
- 2009 : Atletu de Davey Frankel et Rasselas Lakew : Charlotte
- 2010 : Prowl de Patrik Syversen : Suzy
- 2011 : Rock'n'Love (You Instead) de David Mackenzie : Lake
- 2011 : Exteriors de Marie Kristiansen : Pearl
- 2013 : Zerosome de Christopher Kublan : Laura Skilkin
- 2015 : The Incident de Jane Linfoot : Annabel
- 2016 : Un chat pour la vie (A Street Cat Named Bob) de Roger Spottiswoode : Betty

#### Courts métrages
- 2014 : Help Point d'Andrew Margetson : Maya
- 2014 : Exit Log de Gary Freedman : Amy

### Séries télévisées
- 2005 : Meurtres en sommeil (Waking the Dead) : Shelly Martin
- 2006 : Goldplated : Miranda
- 2006 - 2007 : The Innocence Project : Mary Jarvis
- 2007  : Les Tudors (The Tudors) : Elizabeth Blount
- 2007  : The Bill : Gemma Heyes
- 2008 : Code 9 (Spooks : Code 9) : Rachel
- 2009: Supernatural (Saison 5 Episode 14)
- 2009 : Personal Affairs : Evie Hartmann-Turner
- 2010 - 2012 : Lip Service : Frankie Alan
- 2011 - 2012 : The Borgias : Ursula Bonadeo
- 2012 : Ripper Street : Clara Silver
- 2013  : Do No Harm : Olivia Flynn
- 2013 : Qui a tué mon fils ? (The Guilty) : Teresa Morgan
- 2014 - 2017 : The Strain : Dutch Velders
- 2016 : Stag : Sophie
- 2019 - 2022 : His Dark Materials : À la croisée des mondes (His Dark Materials) : Serafina Pekkala